# Johann Heinrich Friedrich Müller

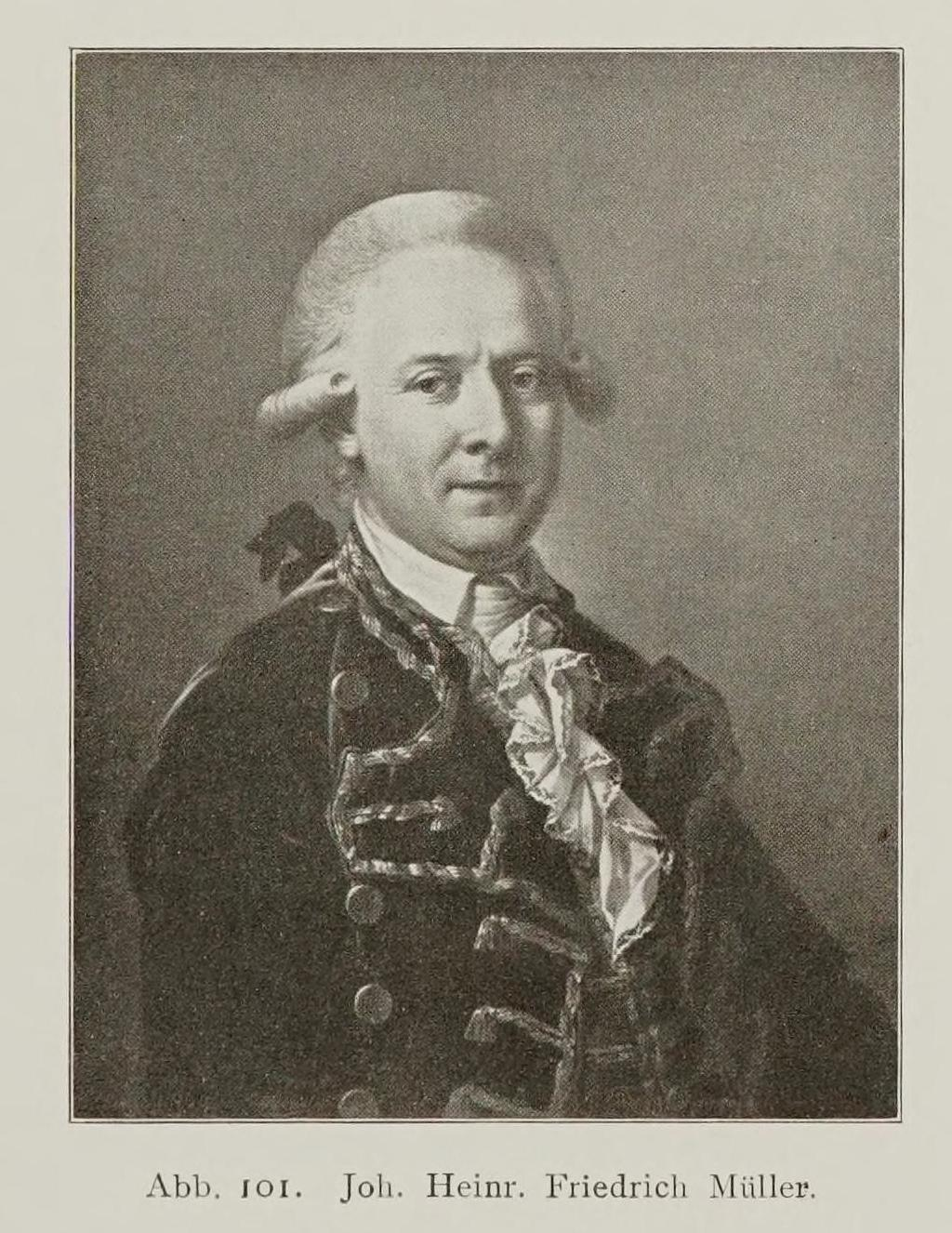
Johann Heinrich Friedrich Müller (1738–1815)

Johann Heinrich Friedrich Müller (* 20. Februar 1738 in Aderstedt; † 8. August 1815 in Wien) war ein deutscher Schauspieler, Schriftsteller und Lustspieldichter.

## Leben
Müller soll zunächst Schröder oder Schroeter geheißen haben. Nach dem frühen Tod des Vaters besuchte er ab 1749 die Lateinschule der Franckeschen Stiftungen in Halle (Saale). Als er dort aus Versehen einen Brand legte, floh er aus dieser Anstalt. Puppenspieler, aus Lauchstädt kommend, hatten nachhaltige Wirkung auf Müller. Er spielte das von ihnen gegebene Stück auf einer selbst gebastelten Theaterbühne, die durch Entzündung von Schießpulver explodierte und Feuer fing.
Müller floh zu seinem Bruder, einem Pfarrer in Halles Umgebung. Dieser schickte ihn auf die Domschule nach Magdeburg. Dort ließ er sich nebenbei durch Franziskus Schuch zum Schauspieler ausbilden und nahm den Familiennamen Müller an. In Potsdam hatte er seinen ersten öffentlichen Auftritt in der Garnisonkirche, dem viele weitere folgten.
Ab 1763 war Müller in Wien tätig und wohnte dort mit seiner Familie im Bürgerspitalzinshaus.
Johann Heinrich Friedrich Müller schrieb 1767/68 die Nummern 11–13 des Singspiel-Librettos Bastien und Bastienne, das von Wolfgang Amadeus Mozart vertont wurde.

## Familie
Zu den Kindern Müllers zählten:

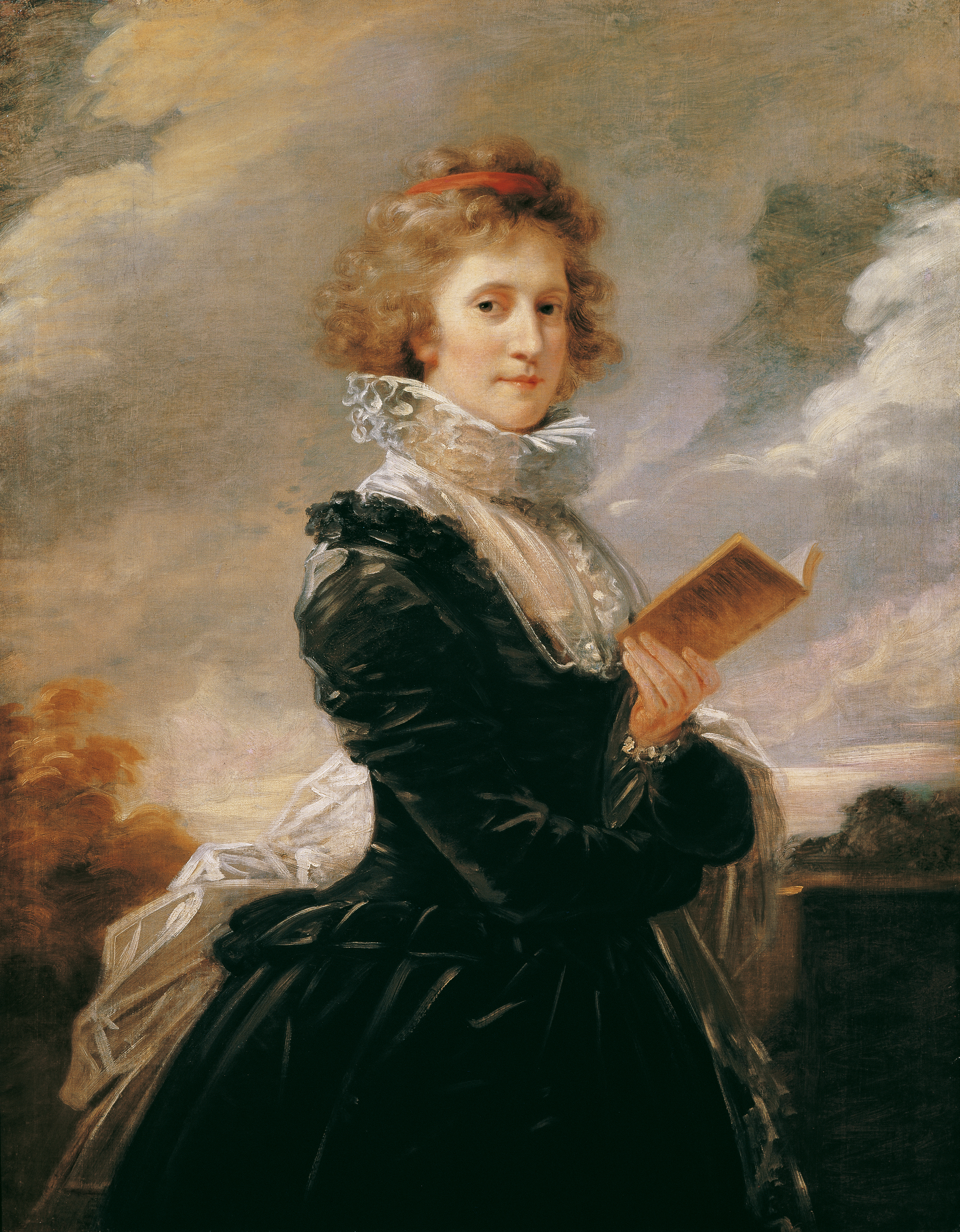
Heinrich Friedrich Füger: Die Schauspielerin Josefa Hortensia Füger, die Frau des Künstlers, um 1797, Belvedere, Wien

- Josephine Hortense Müller (* 31. März 1766 Wien; † 1808 ebenda), 1782–1799 Hofschauspielerin, heiratete 1790 den Maler Heinrich Friedrich Füger,
- Friedrich Josef Müller (* 19. Dezember 1768 Wien; † 9. September 1834 ebenda), 1785–1804 Hofschauspieler, danach k. k. Kammerdiener,
- Anna Müller (* 1771 Wien; † 11. Februar 1842 ebenda), Schauspielerin, ab 1798 Mitglied des Hoftheaters,
- Victoria Müller (* 1781 Wien; † 17. Februar 1802 ebenda), Schauspielerin.

## Werke
- Der Ball, oder der versetzte Schmuck. Ein Lustspiel worin ein Hannswurst erscheint in zween Aufzügen, Wien 1770 (Digitalisat)
- Stirbt der Fuchs, so gilt’s den Balg, Ländliches Gemälde, Wien 1770
- Vier Narren in einer Person, Vorspiel, Wien 1770
- Die unähnlichen Brüder, Lustspiel, Wien 1771
- Gräfinn Tarnow. Ein Originaldrama in fünf Aufzügen, Wien 1771 (Digitalisat)
- Die Insel der Liebe, oder Amor, Erforscher der Herzen, Lustspiel, Wien 1773
- Präsentirt das Gewehr, Lustspiel, Wien 1775
- Genaue Nachrichten von den beyden k. k. Schaubühnen und anderen öffentlichen Ergötzlichkeiten in Wien, Wien 1772
- Genaue Nachrichten von den beyden kaiserl. königl. Schaubühnen in Wien, und den vorzüglichsten Theatern der übrigen kais. kön. Erbländer. Zweyter Theil. Nebst einem Lustspiele, Wien 1773 (Digitalisat)
- Tagebuch von beyden k. k. Theatern in Wien, Wien 1775
- Nina, oder Wahnwitz aus Liebe, Wien 1788 (Digitalisat)
- J. H. F. Müllers Abschied von der k. k. Hof- und National-Schaubühne. Mit einer kurzen Biographie seines Lebens und einer gedrängten Geschichte des hiesigen Hoftheaters, Wien 1802 (Digitalisat)